# 2 Mai
2 Mai è un villaggio (sat in rumeno) sul Mar Nero nel distretto di Costanza. Dal punto di vista amministrativo fa parte del comune di Limanu, con 2 248 abitanti al censimento 2002.

## Geografia fisica
2 Mai è situato 5 km a sud di Mangalia e 6 km a nord di Vama Veche, lungo la costa del Mar Nero nelle vicinanze del porto di Mangalia.

## Storia
Il villaggio è stato fondato nel 1887 da Mihail Kogălniceanu e fu colonizzato all'inizio da russi provenienti da Bucarest e lipovani dediti principalmente all'agricoltura e alla pesca. Dalla caduta del comunismo ha avuto sempre più importanza l'industria del turismo

## Economia

### Turismo
Nel villaggio non esistono alberghi. L'offerta di posti letto ai turisti è data dall'affitto di appartamenti, camere e di camping all'interno dei giardini privati.

## Infrastrutture e trasporti
Situata lungo la E87, è raggiungibile da Mangalia (capolinea della ferrovia) con microbus.